# Український форум благодійників
Український форум благодійників — українська професійна асоціація благодійних фондів, організацій і компаній, які займаються благодійністю. Форум створено 2005 року з ініціативи кількох міжнародних та українських фондів. 
Є членом Європейської мережі донорських асоціацій DAFNE та мережі WINGS, а також підписантом Української мережі Глобального договору ООН.
Організація є учасницею коаліції Реанімаційний пакет реформ.

## Члени форуму
Благодійні фонди та організації, основною формою діяльності яких є надання благодійної допомоги. Віднедавна Форум також відкритий для інших типів неприбуткових організацій, для бізнес-компаній, які займаються благодійними програмами на території України, та для інституцій, діяльність яких дотична до сфери благодійності. Членство у Форумі є повним та асоційованим. Він об'єднує 41 організацію.

### Учасники форуму
- БФ «СОС Дитячі Містечка» Україна
- Фонд родини Загорій
- Міжнародний фонд «Відродження»
- Фонд Східна Європа
- Фонд Чарльза Стюарта Мотта
- БФ «Карітас України»
- Фонд Віктора Пінчука
- Всеукраїнський благодійний фонд «Дитячий світ»
- Ініціативний центр сприяння активності та розвитку громадського почину «Єднання»
- БФ «Запорука»
- БФ «Центр соціальних програм»
- БФ «Благомай»
- БФ «Фонд розвитку Карпатського Єврорегіону» (Карпатський фонд)
- Центр «Америкен Джуіш Джойнт Дистриб'юшн Коміні Інк.»
- БФ «Український жіночий фонд»
- БФ «Здоров'я українського народу»
- Благодійна організація «Дон Боско. Україна»
- БФ «Можемо Разом»
- БФ «Зміцнення громад»
- БФ «Фонд громади Приірпіння»
- Фонд Ігоря Палиці «Тільки разом»
- «Український фонд допомоги»
- БФ «Українська фундація громадського здоров'я»
- БФ «Даруємо радість»
- БФ «Сестри Даліли»
- БФ допомоги та розвитку «Хелп Груп»
- БФ «Заради дітей України»
- «Фонд родини Нечитайло»
- БФ «Хесед Бешт»
- БФ «Життя з надлишком»
- БФ «Добробут громад»

### Асоційовані члени
- БФ «Крона»
- БФ «Молода громада»
- «Клуб Левів міста Києва»
- БФ лікаря Бєрсєнєва
- БФ «Ізоляція. Платформа культурних ініціатив»
- БФ «Твоя опора»
- БФ «Україно! Я за тебе!»
- БФ «Соціальна служба допомоги»
- БФ «Надія на життя»